# The Civil Wars (groupe)
Pour les articles homonymes, voir Civil Wars.
The Civil Wars est un duo américain composé des chanteurs-compositeurs Joy Williams et John Paul White. Ils se sont rencontrés à Nashville, Tennessee en 2008. Après avoir sorti un album live et quatre EP, ils sortent leur premier album complet, Barton Hollow, en 2011.
Le groupe remporte trois Grammy Awards pour quatre nominations.
Leur chanson "The One that got away" est utilisée dans le pilot de la série Ravenswood.
Ils ont participé à la bande originale du film Hunger Games avec la chanson Safe & Sound en duo avec Taylor Swift en 2012.
Le duo se sépare en août 2014.

## Discographie

### EP
- Poison & Wine (2012)